# Antonio Rossellino

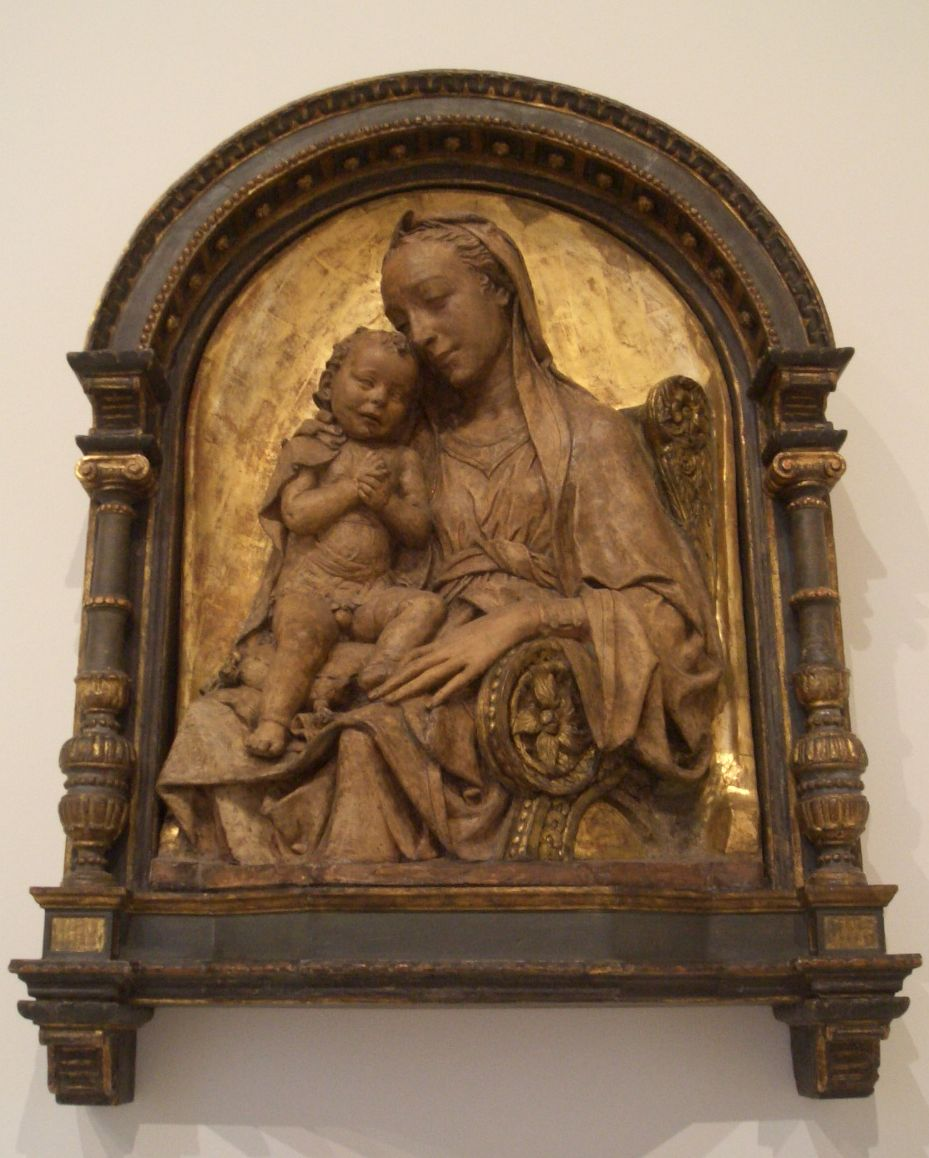
Antonio Rossellino, Madonna col Bambino, Bode-Museum di Berlino.

Antonio Rossellino, pseudonimo di Antonio Gamberelli (Settignano, 1427 – Firenze, 1479), è stato uno scultore italiano, chiamato Rossellino a causa del colore dei suoi capelli.

## Biografia
Nacque a Settignano, vicino a Firenze, nel 1427, fratello più giovane di Bernardo Rossellino e suo collaboratore: a Forlì lavorò all'Arca del Beato Marcolino (1458, oggi nella Pinacoteca civica di Forlì), considerata uno dei suoi capolavori, e a Firenze alla Tomba di Neri Capponi nella chiesa di Santo Spirito.
Oltre che dallo stile del fratello, fu influenzato da Lorenzo Ghiberti, da Donatello, da Michelozzo e da Luca della Robbia, mentre si notano reciproci rimandi col quasi coetaneo Desiderio da Settignano: l'esito è un'arte più raffinata di quella dello stesso Bernardo.
Del 1456 è il Busto-ritratto di Giovanni Chellini (Londra, Victoria and Albert Museum) nel quale il volto, solcato dalle vene e dalle rughe, è talmente realistico che sembra ricalcato da un calco in cera. In questo come nei successivi, predomina la componente verista, dovuta al cambiamento di mentalità dei committenti che valorizzando l'uomo e i suoi tratti individuali, volevano lasciare un segno del proprio passaggio sulla terra dopo la morte del soggetto, in modo da perpetrarne la memoria.
A Forlì, nel 1458, su invito di Nicolò dall'Aste, realizzò l'Arca del Beato Marcolino, un frate domenicano morto in fama di santità; non è sicuro che si sia servito di disegni del fratello Bernardo Rossellino, ma certamente si avvalse della collaborazione di un altro fratello, Giovanni Rossellino. L'Arca è attualmente conservata nella Pinacoteca civica di Forlì. Di Antonio, a Forlì si trova anche l'opera Madonna con il bambino, stucco dipinto.

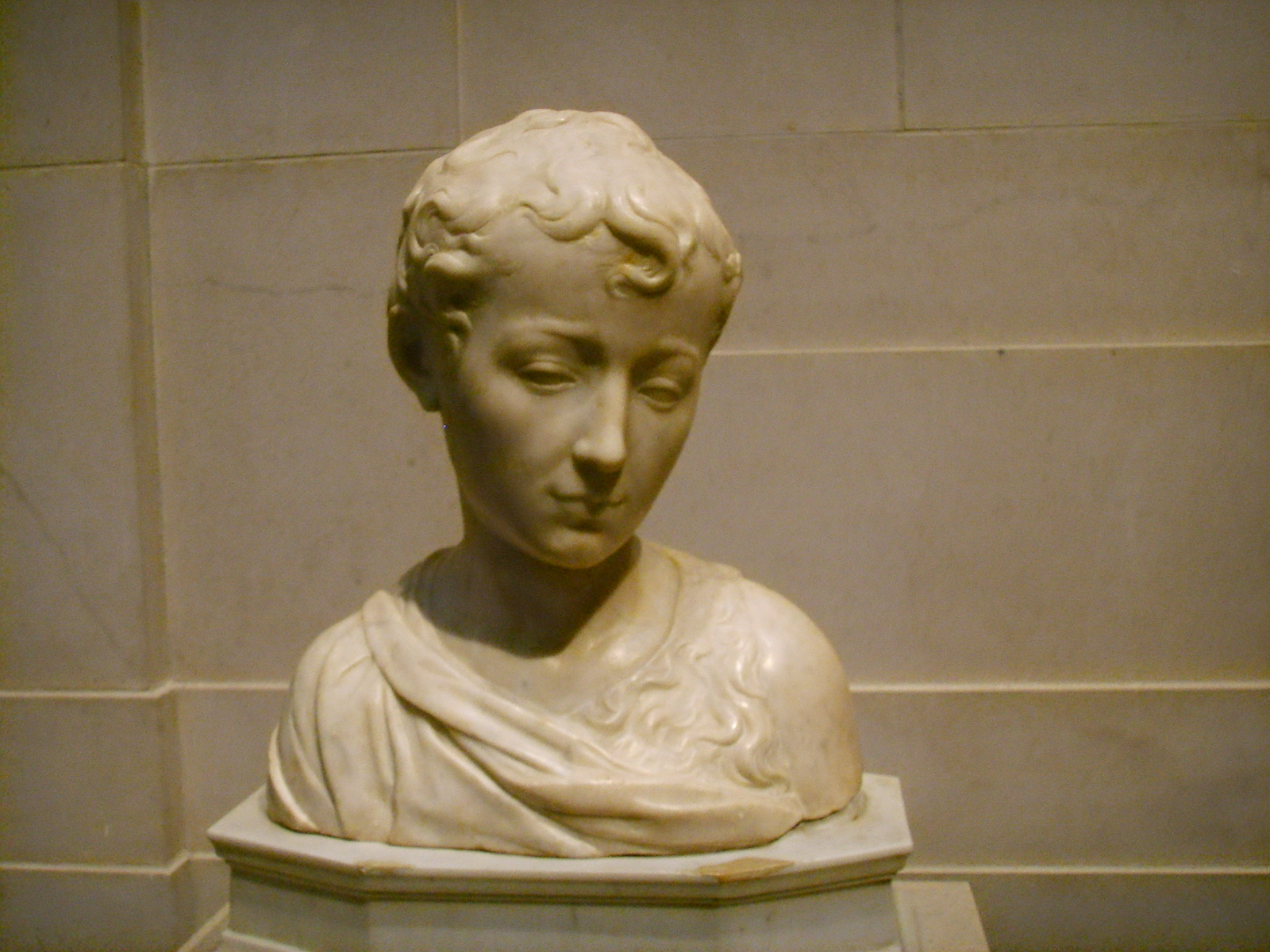
Antonio Rossellino, Giovane San Giovanni Battista, 1470 circa, National Gallery di Washington

Dal 1461 al 1466 realizzò la Tomba del cardinale del Portogallo in San Miniato al Monte a Firenze; in questo complesso, riprese i temi e gli schemi dei precedenti monumenti funebri di cultura umanistica, ma li sviluppò fondendo insieme pittura, scultura e architettura ottenendo effetti chiaroscurali e una monumentalità data dal perfetto armonizzarsi delle varie parti; il complesso è inserito entro un imbotte preceduto da un velario, con due angeli in atto di scostare dalla tomba un tendaggio, come una specie di sipario. La statua distesa del defunto è adagiata sopra un alto sarcofago, su cui sono seduti due geni, nella faccia a rilievo alla base del sarcofago vi sono due unicorni (allegorie della verginità e qui, per estensione, della purezza del cardinale) che sorreggono un festone. Ai lati sono: un'uccisione del toro a sinistra (ripresa da un'immagine antica del dio Mitra, reinterpretata come un'allegoria della passione domata) e a destra una biga condotta a un genio alato (questa derivata dal carro di Helios, e simbolo dell'uomo che guida il carro dell'anima trainato dalla passione e dalla ragione, tutti e due temi prettamente neo-platonici).
Successivi sono l'Altare di San Sebastiano nella Collegiata di Empoli e il Busto-ritratto di Matteo Palmieri del 1468. Morto il fratello, assunse la conduzione dell'attività della bottega di famiglia. Nel 1473 fu a Prato, dove eseguì il pulpito per il Duomo.

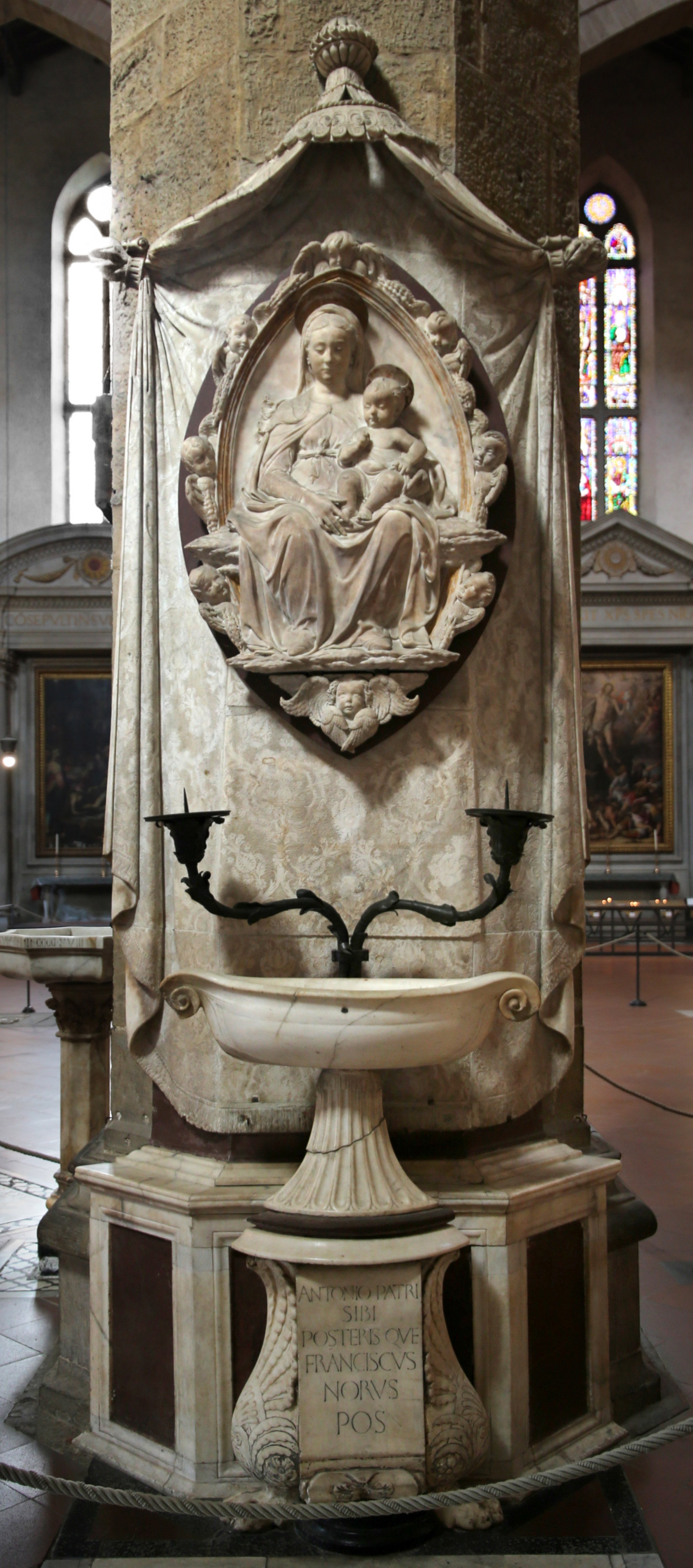
Antonio Rossellino, Madonna del Latte, Tomba di Francesco Nori, 1478 ca. Firenze, Basilica di Santa Croce

A Ferrara eseguì il Monumento Roverella nella basilica di San Giorgio fuori le mura.
A Napoli realizzò la Tomba di Maria d'Aragona e la Natività, entrambe nella Cappella Piccolomini in Sant'Anna dei Lombardi, tra il 1475 e il 1490. Nella tomba, vennero ripresi gli schemi della tomba del Cardinale del Portogallo, accentuando i motivi decorativi, per venire incontro al gusto della corte aragonese.
È del 1478 circa la realizzazione nella basilica di Santa Croce in Firenze della Tomba di Francesco Nori (con scultura raffigurante la Madonna del Latte), amico di Lorenzo il Magnifico, che gli salvò la vita nella congiura dei Pazzi del 26 aprile 1478.
Famoso anche per le creazioni in terracotta, caratterizzate da un bassorilievo al quale veniva aggiunta una policromia in tenui colori, ben diversa dalla robbiane invetriate bianche e blu, ne fece una sua prerogativa e gli valsero notevole popolarità e un alto numero di commissioni.